# اچ‌دی ۳۴۴۴۵ بی
اچ‌دی ۳۴۴۴۵ بی (انگلیسی: HD 34445 b) یک سیاره فراخورشیدی است که به دور ستاره نوع G HD 34445 که تقریباً ۱۵۰.۵ سال نوری از ما در صورت فلکی شکارچی قرار دارد می‌چرخد. این سیاره در سال ۲۰۰۴ کشف شد و در نهایت در سال ۲۰۰۹ تأیید شد. این سیاره دارای جرم حداقل دو سوم مشتری است و حدود 2 AU از ستاره مادر می چرخد. با این حال، این سیاره در یک مسیر بسیار غیرعادی به دور خود می چرخد. فاصله این سیاره از ستاره بین ۰.۸۶ تا ۳.۱۶ واحد نجومی است، اما مدار کامل خود را در منطقه قابل سکونت ستاره می گذراند.